# Condado de Greene (Nova Iorque)
O Condado de Greene (em inglês:  Greene County) é um dos 62 condados do estado americano de Nova Iorque. A sede e localidade mais populosa do condado é Catskill. Foi fundado em 3 de março de 1800 e seu nome é homenagem a Nathanael Greene.
O condado tem uma área de 1 700 km², dos quais 1 680 km² estão cobertos por terra e 20 km² por água, uma população de 49 221 habitantes, e uma densidade populacional de 29,3 hab/km² (segundo o censo nacional de 2010).